# معدن نامولدی

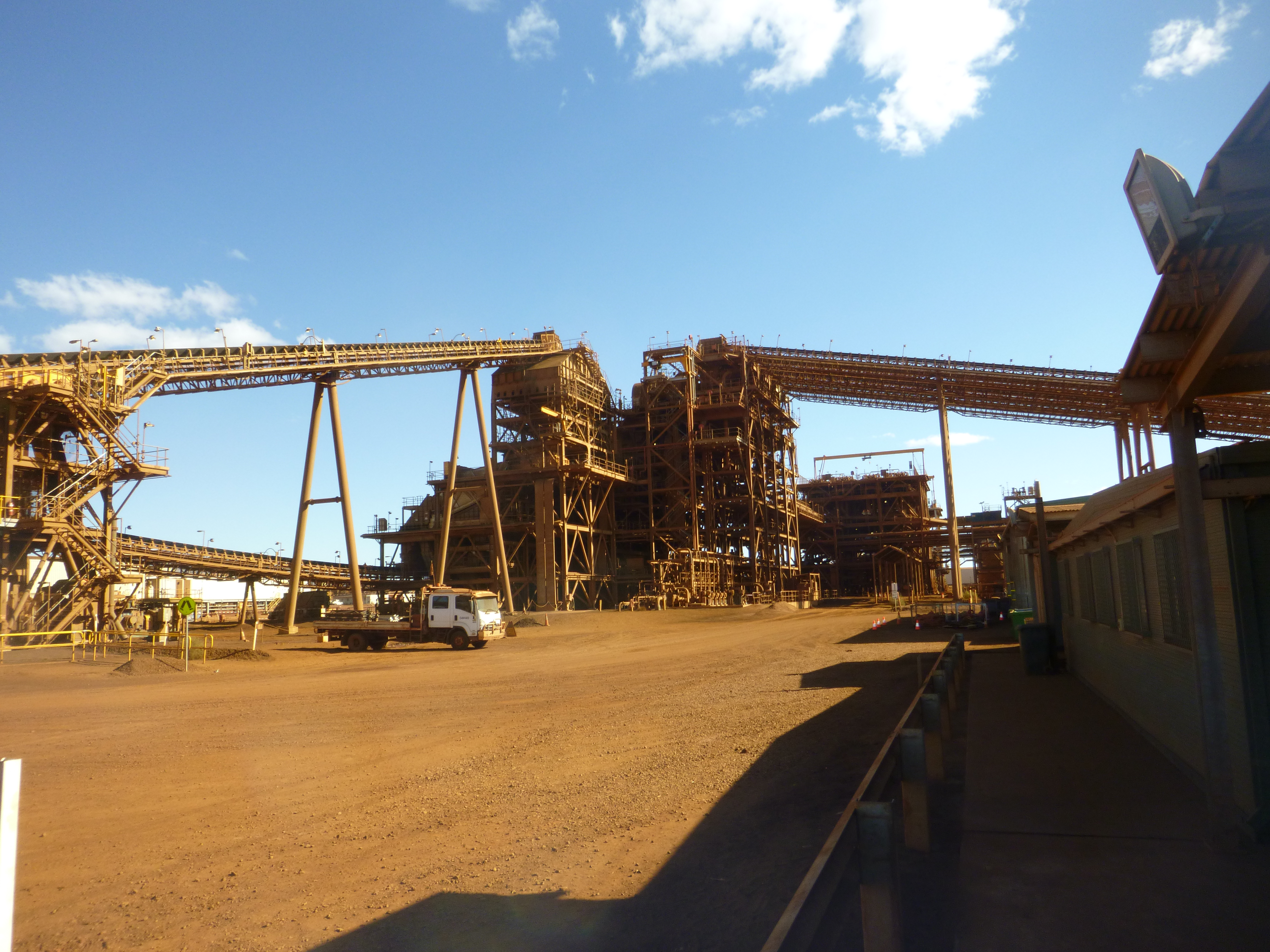
نمایی از معدن سنگ آهن نامولدی در منطقه پیلبارا در غرب استرالیا - ۲۰۱۷

معدن سنگ آهن نامولدی در منطقه پیلبارا در غرب استرالیا، ۶۰ کیلومتری شمال باختری تام پرایس واقع شده است.
معدن تحت اختیار کامل شرکت معدنی ریو تینتو می‌باشد و یکی از ۱۲ معدن سنگ آهنی ست که این شرکت در دست اجرا دارد.
در تقویم سال ۲۰۰۹، ۲۰۲ میلیون تن استخراج ماده معدنی این معدن صورت گرفته است که نسبت به سال قبل آن ۱۵٪ افزایش داشته است. پروژه پیلبارا در سال ۲۰۰۹ حدود ۱۳٪ از تولید جهانی از ۱٫۵۹ میلیارد تن را اشتراک داشته است.
همرسلی رِنج، یعنی جایی که این معدن در آن واقع است، حدود ۸۰٪ از کل ذخایر آهن شناخته شده استرالیا را در خود جای داده و یکی از بزرگترین ایالتهای معدنی سنگ آهن در جهان است.